# Caenohalictus alticola
Caenohalictus alticola är en biart som först beskrevs av Joseph Vachal 1904.  Caenohalictus alticola ingår i släktet Caenohalictus och familjen vägbin. Inga underarter finns listade.